# رتبه‌بندی‌های جهانی فیده
فدراسیون بین‌المللی شطرنج (فیده)، سازمان برگزارکننده رقابت‌های جهانی شطرنج، هر ماه فهرست‌های «۱۰۰ بازیکن برتر»، «۱۰۰ زن برتر»، «۱۰۰ نوجوان برتر» و «۱۰۰ دختر برتر» منتشر می‌کند. این فهرست شامل نام، عنوان، ملیت، سال تولد و رده‌بندی شطرنج‌بازان برتر دنیا است. فیده از سیستم ریتینگ الو برای رده‌بندی استفاده می‌کند.

## ۱۰۰ بازیکن برتر جهان
۲۰ بازیکن برتر شطرنج جهان در مه ۲۰۲۵ به شرح زیر رتبه‌بندی شدند:

| رتبه | بازیکن              | ریتینگ | تغییر ریتینگ |
| ---- | ------------------- | ------ | ------------ |
| ۱    | ماگنوس کارلسن       | ۲۸۳۷   | بی‌تغییر      |
| ۲    | هیکارو ناکامورا     | ۲۸۰۴   | بی‌تغییر      |
| ۳    | گوکش دی             | ۲۷۸۷   | بی‌تغییر      |
| ۴    | آرجون اریگایسی      | ۲۷۸۲   | بی‌تغییر      |
| ۵    | فابیانو کاروانا     | ۲۷۷۶   | بی‌تغییر      |
| ۶    | نادربیک عبدالستارف  | ۲۷۷۱   | ۲            |
| ۷    | رامشبابو پراگاناندا | ۲۷۵۸   | بی‌تغییر      |
| ۸    | وی یی               | ۲۷۵۸   | بی‌تغییر      |
| ۹    | علیرضا فیروزجا      | ۲۷۵۷   | بی‌تغییر      |
| ۱۰   | یان نپومنیاشی       | ۲۷۵۷   | بی‌تغییر      |
| ۱۱   | وسلی سو             | ۲۷۵۱   | ۳            |
| ۱۲   | آراویند چیتامبارام  | ۲۷۴۹   | بی‌تغییر      |
| ۱۳   | لوون آرونیان        | ۲۷۴۷   | بی‌تغییر      |
| ۱۴   | شهریار ممدیاروف     | ۲۷۴۶   | ۲            |
| ۱۵   | ویسواناتان آناند    | ۲۷۴۳   | بی‌تغییر      |
| ۱۶   | یان-کریستوف دودا    | ۲۷۳۹   | بی‌تغییر      |
| ۱۷   | ولادیمیر فدوزیف     | ۲۷۳۹   | بی‌تغییر      |
| ۱۸   | آنیش گیری           | ۲۷۳۸   | بی‌تغییر      |
| ۱۹   | لینییر دومینگز      | ۲۷۳۸   | بی‌تغییر      |
| ۲۰   | هانس نیمان          | ۲۷۳۶   | بی‌تغییر      |

## رده‌بندی شطرنج‌بازان زن جهان
۲۰ بازیکن زن برتر شطرنج‌جهان در ۱ دسامبر ۲۰۲۱ به شرح زیر رتبه‌بندی شدند:
| رتبه                   | تغییر رتبه | بازیکن                 | ریتینگ | تغییر ریتینگ |
| ---------------------- | ---------- | ---------------------- | ------ | ------------ |
| ۱                      | بی‌تغییر    | هو ییفان               | ۲۶۵۸   | بی‌تغییر      |
| ۲                      | بی‌تغییر    | الکساندرا گوریاچکینا   | ۲۶۱۰   | ۶            |
| ۳                      | بی‌تغییر    | کونه‌رو هومپی           | ۲۵۸۶   | بی‌تغییر      |
| ۴                      | ۳          | جودیت پولگار           | ۲۵۶۰   | ۱۷۴          |
| ۵                      | بی‌تغییر    | کاترینا لاگنو          | ۲۵۵۰   | بی‌تغییر      |
| ۶                      | بی‌تغییر    | ماریا موزیچوک          | ۲۵۳۹   | ۳            |
| ۷                      | ۷          | لی تینگجیه             | ۲۵۳۵   | ۳۰           |
| ۸                      | ۱          | نانا ژاگنیدزه          | ۲۵۳۱   | ۷            |
| ۹                      | ۲          | آنا موزیچوک            | ۲۵۳۱   | ۲            |
| ۱۰                     | ۲          | تن ژونگی               | ۲۵۲۵   | بی‌تغییر      |
| ۱۱                     | ۱          | هاریکا دروناوالی       | ۲۵۱۷   | ۶            |
| ۱۲                     | ۱          | پولینا شووالووا        | ۲۵۱۶   | ۱            |
| ۱۳                     | ۳          | الکساندرا کاستنیوک     | ۲۵۱۶   | ۲            |
| ۱۴                     | ۵          | الیزابت پهتز           | ۲۵۰۷   | ۲۲           |
| ۱۵                     | ۲          | ژانسایا عبدملک         | ۲۴۹۱   | ۱۶           |
| ۱۶                     | ۱          | نینو باتسیاشویلی       | ۲۴۹۱   | بی‌تغییر      |
| ۱۷                     | ۴          | آلینا کشلینسکایا       | ۲۴۹۰   | ۸            |
| ۱۸                     | ۱          | سارا سادات خادم‌الشریعه | ۲۴۸۹   | بی‌تغییر      |
| ۱۹                     | ۱          | ژاو ژو                 | ۲۴۸۶   | بی‌تغییر      |
| ۲۰                     | بی‌تغییر    | بلا خوتناشویلی         | ۲۴۸۵   | بی‌تغییر      |
| *تغییر نسبت به ماه قبل |            |                        |        |              |

## رده‌بندی شطرنج پسران زیر ۲۱ سال جهان
۲۰ بازیکن برتر زیر ۲۱ سال شطرنج جهان در ۱ دسامبر ۲۰۲۱ به شرح زیر رتبه‌بندی شدند:

| رتبه                   | تغییر رتبه | بازیکن                | ریتینگ | تغییر ریتینگ |
| ---------------------- | ---------- | --------------------- | ------ | ------------ |
| ۱                      | بی‌تغییر    | علیرضا فیروزجا        | ۲۸۰۴   | ۳۴           |
| ۲                      | بی‌تغییر    | آندری اسیپنکو         | ۲۷۱۴   | ۱            |
| ۳                      | بی‌تغییر    | بوگدان-دانیل دیک      | ۲۶۷۹   | ۲۸           |
| ۴                      | ۳          | وینسنت کیمر           | ۲۶۶۴   | ۲۵           |
| ۵                      | ۱          | نیهال سارین           | ۲۶۶۲   | ۱۲           |
| ۶                      | ۱          | کریل شوچنکو           | ۲۶۵۵   | ۸            |
| ۷                      | ۲          | هانس نیمن             | ۲۶۴۵   | ۱۰           |
| ۸                      | بی‌تغییر    | محمد امین طباطبایی    | ۲۶۴۳   | ۴            |
| ۹                      | ۳          | نودیربیک عبدالساتوروف | ۲۶۳۳   | ۱۳           |
| ۱۰                     | ۳          | نودیربیک یاکوبائف     | ۲۶۳۰   | ۹            |
| ۱۱                     | بی‌تغییر    | آرجون اریگایسی        | ۲۶۲۹   | ۲            |
| ۱۲                     | ۲          | شانت سارگسیان         | ۲۶۲۸   | بی‌تغییر      |
| ۱۳                     | ۳          | راونک سادهوانی        | ۲۶۱۶   | ۷            |
| ۱۴                     | ۲          | گوکش دی               | ۲۶۱۴   | ۷            |
| ۱۵                     | بی‌تغییر    | پراگناناندا رامش بابو | ۲۶۱۲   | ۲            |
| ۱۶                     | ۵          | جاوخیر سینداروف       | ۲۶۰۹   | ۲۲           |
| ۱۷                     | ۳          | تای دای وان نگوین     | ۲۶۰۹   | ۱۵           |
| ۱۸                     | ۴          | ولیمیر ایویچ          | ۲۶۰۶   | ۱۴           |
| ۱۹                     | ۲          | آرام هاکوبیان         | ۲۶۰۲   | ۵            |
| ۲۰                     | ۲          | آنتون اسمیرنوف        | ۲۶۰۰   | بی‌تغییر      |
| *تغییر نسبت به ماه قبل |            |                       |        |              |

## رده‌بندی شطرنج دختران زیر ۲۱ سال جهان
۲۰ بازیکن برتر دختر زیر ۲۱ سال شطرنج جهان در ۱ دسامبر ۲۰۲۱ به شرح زیر رتبه‌بندی شدند:

| رتبه                   | تغییر رتبه | بازیکن                | ریتینگ | تغییر ریتینگ |
| ---------------------- | ---------- | --------------------- | ------ | ------------ |
| ۱                      | بی‌تغییر    | پولینا شووالووا       | ۲۵۱۶   | ۱            |
| ۲                      | بی‌تغییر    | زو جینر               | ۲۴۷۸   | ۲۳           |
| ۳                      | بی‌تغییر    | اولگا بدلکا           | ۲۴۵۳   | ۱۵           |
| ۴                      | ۴          | بی بیسارا آساوبایوا   | ۲۴۳۴   | ۳۴           |
| ۵                      | ۱          | کاریسا ییپ            | ۲۴۱۸   | بی‌تغییر      |
| ۶                      | ۱          | لیا گاریفولینا        | ۲۴۱۴   | ۲            |
| ۷                      | بی‌تغییر    | وایشعلی رامش بابو     | ۲۴۰۱   | ۴            |
| ۸                      | ۲          | الکساندرا مالتسفسکایا | ۲۴۰۰   | ۱۱           |
| ۹                      | ۱۱         | وانتیکا آگراوال       | ۲۳۸۱   | ۵۲           |
| ۱۰                     | ۲          | خانیم بالاجایوا       | ۲۳۷۶   | ۷            |
| ۱۱                     | ۱          | نینگ کاییو            | ۲۳۷۴   | بی‌تغییر      |
| ۱۲                     | ۱          | آنی وانگ              | ۲۳۷۲   | بی‌تغییر      |
| ۱۳                     | ۴          | آنا ام. سارگسیان      | ۲۳۶۸   | ۱۷           |
| ۱۴                     | ۱۵         | الین روبرز            | ۲۳۶۵   | ۶۱           |
| ۱۵                     | ۳          | گال ژسوکا             | ۲۳۶۲   | ۲۶           |
| ۱۶                     | ۲          | مارجانوویچ آناماریا   | ۲۳۵۳   | ۴            |
| ۱۷                     | ۴          | نورگیول سالیموا       | ۲۳۵۳   | بی‌تغییر      |
| ۱۸                     | ۱          | مروئرت کمالیدنوا      | ۲۳۵۱   | ۱۲           |
| ۱۹                     | ۳          | اینیمیگ هرناندز گیل   | ۲۳۴۸   | بی‌تغییر      |
| ۲۰                     | ۵          | گرگانا پیچوا          | ۲۳۴۲   | ۶            |
| *تغییر نسبت به ماه قبل |            |                       |        |              |

## رده‌بندی شطرنج‌بازان ایران
بهترین ۱۰ شطرنج‌باز ایرانی در رده‌بندی جهانی فیده (ژوئن ۲۰۲۳):
| رتبه | بازیکن                 | ریتینگ |
| ---- | ---------------------- | ------ |
| ۱    | پرهام مقصودلو          | ۲۷۱۶   |
| ۲    | محمد امین طباطبایی     | ۲۶۸۳   |
| ۳    | پویا ایدنی             | ۲۶۳۳   |
| ۴    | بردیا دانشور           | ۲۵۵۵   |
| ۵    | امیررضا پورآقابالا     | ۲۵۲۳   |
| ۶    | خلیل موسوی             | ۲۵۰۵   |
| ۷    | امیررضا پوررمضانعلی    | ۲۵۰۴   |
| ۸    | آرین غلامی             | ۲۵۰۳   |
| ۹    | سارا سادات خادم‌الشریعه | ۲۴۸۸   |
| ۱۰   | احسان قائم‌مقامی        | ۲۴۷۹   |
| ۱۰   | مسعود مصدق‌پور          | ۲۴۷۹   |

* با توجه به خروج علیرضا فیروزجا (با ریتینگ ۲۷۸۵) و الشن مرادی (با ریتینگ ۲۵۲۰) از پوشش فدراسیون شطرنج ایران، نام این دو نفر در فهرست رده‌بندی ۱۰ شطرنج‌باز برتر ایرانی در پایگاه فدراسیون جهانی شطرنج دیده نمی‌شود.

## ۲۰ فدراسیون‌های برتر
فیده هر ماه فهرستی از رده‌بندی فدراسیون‌ها را بر اساس میانگین امتیاز ده بازیکن برتر خود منتشر می‌کند. ۲۰ فدراسیون برتر در تاریخ ۱ نوامبر ۲۰۲۱ به شرح زیر رتبه‌بندی شدند:
| رتبه | فدراسیون            | میانگین رتبه ۱۰ برتر |
| ---- | ------------------- | -------------------- |
| ۱    | روسیه               | ۲۷۲۹                 |
| ۲    | ایالات متحده آمریکا | ۲۷۰۳                 |
| ۳    | چین                 | ۲۷۰۰                 |
| ۴    | اوکراین             | ۲۶۷۱                 |
| ۵    | هند                 | ۲۶۷۰                 |
| ۶    | فرانسه              | ۲۶۵۳                 |
| ۷    | جمهوری آذربایجان    | ۲۶۴۹                 |
| ۸    | اسپانیا             | ۲۶۳۸                 |
| ۹    | مجارستان            | ۲۶۳۸                 |
| ۱۰   | ارمنستان            | ۲۶۳۴                 |
| ۱۱   | آلمان               | ۲۶۳۳                 |
| ۱۲   | لهستان              | ۲۶۳۰                 |
| ۱۳   | هلند                | ۲۶۲۵                 |
| ۱۴   | انگلستان            | ۲۶۱۲                 |
| ۱۵   | ایران               | ۲۶۰۴                 |
| ۱۶   | اسرائیل             | ۲۶۰۰                 |
| ۱۷   | نروژ                | ۲۵۸۲                 |
| ۱۸   | ترکیه               | ۲۵۷۸                 |
| ۱۹   | گرجستان             | ۲۵۷۲                 |
| ۲۰   | بلغارستان           | ۲۵۶۸                 |

## یادداشت ها
1. ↑  تغییر نسبت به ماه قبل